# Santa Pola
Santa Pola ist ein spanischer Küstenort an der Costa Blanca. Er ist Teil der autonomen Valencianischen Gemeinschaft und der Provinz Alicante.

## Geschichte
Santa Pola wurde in der Antike von den Römern als Hafen für die weiter im Hinterland liegende Stadt Ilici (Elche) angelegt und hieß daher zunächst Portus Ilicitanus. Im Jahr 460 vernichteten die Vandalen im Hafen die letzte weströmische Flotte (Schlacht bei Cartagena).

## Fischerei
Santa Pola gehört zu den wichtigsten Fischereihäfen der spanischen Mittelmeerküste. In den Jahren von 1950 bis 1973 zählte die Fischfangflotte von Santa Pola mit über 130 Kuttern zu den größten des Mittelmeers. Selbst in den 1990er Jahren waren noch um die 90 Fischerboote im Hafen gemeldet. 2011 fuhren nur noch 33 Kutter aufs Meer um ihre Netze auszuwerfen, nachdem wiederum acht „patrones“ die Fischerei aufgegeben hatten. Grund ist die Verteuerung des Schiffsdiesels, der 2006 noch 39 Cent/Liter kostete, 2011 aber bereits 0,65 € – gleichzeitig blieben die Preise für Fisch stabil. Trawler aus anderen Ländern können in der Fischauktionshalle von Santa Pola ihre Fische frei anbieten; diesem Konkurrenzdruck ist die heimische Fischerei nicht gewachsen. Bürokratische Erschwernisse für die Fischerei kommen hinzu. Ab 2010 mussten Eigner von Booten mit einer Länge von über 24 Metern elektronische Tagebücher führen und täglich ihren Fang nach Madrid melden. Seit 2012 gelten diese Regeln auch für Schiffe von über 12 m Länge.

## Tourismus

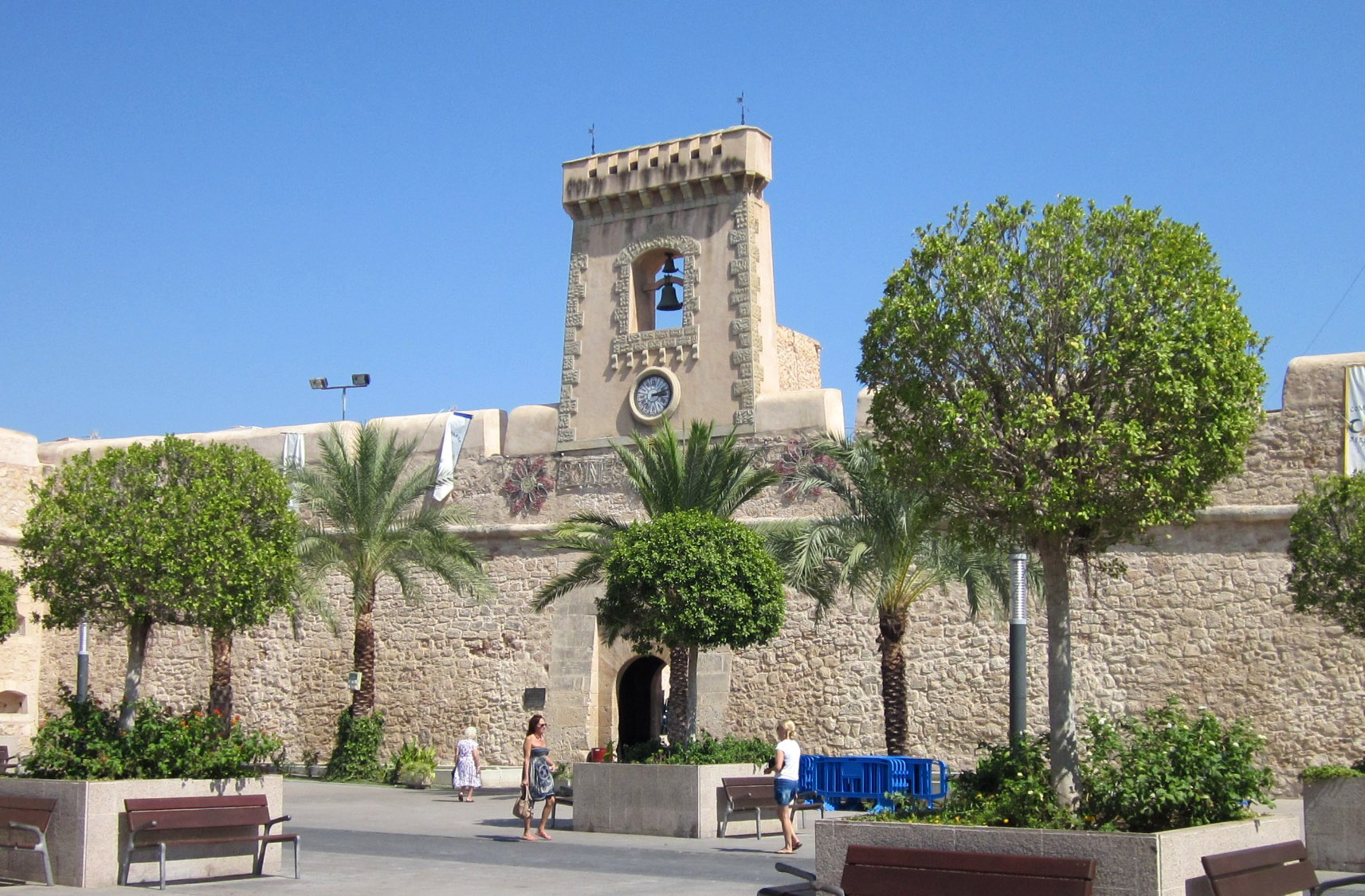
Kastell

Touristische Anziehungspunkte sind der Fischerhafen sowie das Fischerei- und Schifffahrtsmuseum Museo del Mar, das im ehemaligen Kastell im Stadtkern untergebracht ist. Von Santa Pola aus legen Fähren auf die nahe Insel Tabarca ab, die jedoch unter Verwaltung der Stadt Alicante steht. Die Strände von Santa Pola sind beliebt bei Wind- und Kite-Surfern. An der Strandpromenade gibt es zahlreiche Bars und Restaurants.

## Salzlagunen
In Meerwasser-Salinen rund um Santa Pola wird Salz gewonnen.

## Biotope
Die Salzlagunen von Santa Pola sind zudem Lebensraum für zahlreiche Vogelarten, darunter Flamingos. Allerdings ist dieses Biotop durch die intensive Bebauung an diesem Teil der Costa Blanca stark gefährdet.

## Mariano Rajoy
Mariano Rajoy, der ehemalige Ministerpräsident Spaniens, hat nach seiner Abwahl am 20. Juni 2018 die Leitung des Grundbuchamts in Santa Pola übernommen. Hier war er bereits 1987 bis 1989 tätig. Völlig überraschend war tags zuvor publik geworden, dass er nach seinem Abschied aus der Politik in das Amt zurückkehren würde, das er nie verloren hatte. Im Grundbuchamt erhält Rajoy übereinstimmenden Berichten zufolge 15.000 Euro monatlich, also doppelt so viel in seiner Zeit als Ministerpräsident. Der Grundbuchamtsleiter ist einer der bestbezahlten Berufe in Spanien. Der prominente Grundbuchamtsleiter bleibt Santa Pola mindestens ein Jahr erhalten. Erst dann kann er einen Ortswechsel beantragen.

## Söhne und Töchter des Ortes
- Lara González Ortega (* 1992), Handballspielerin